# NGC 350
NGC 350 je galaksija u zviježđu Kit.

## Vanjske poveznice
- SEDS: NGC 350